# 요우코 퇴르매넨
요우코 시흐베리 퇴르매넨(핀란드어: Jouko Sihveri Törmänen, 1954년 4월 10일 ~ 2015년 1월 3일)은 핀란드의 스키점프 선수이다.
로바니에미 출신으로 인스브루크에서 열린 1976년 동계 올림픽때 개인 노멀힐에서 14위를 했고 개인 라지힐에서 10위를 했다. 그는 레이크플래시드에서 열린 1980년 동계 올림픽 개인 라지힐에서 금메달을 획득했다.
1982년에 은퇴했고, 2015년 1월 3일에 로바니에미의 한 병원에서 사망했다.